# 12448 Містер Томпкінс
12448 Містер Томпкінс (12448 Mr. Tompkins) — астероїд головного поясу, відкритий 12 грудня 1996 року.
Тіссеранів параметр щодо Юпітера — 3,571.